# 자바니즈
자바니즈(Javanese)는 캐나다, 미국 고양이의 한 품종이다. 발리니즈와 샴고양이, 컬러포인트 쇼트헤어의 교배를 통해 만들어진 집고양이다. 이 품종의 이름은 동남아시아 지역의 이름을 따라 오리엔탈형 고양이를 명명하는 전통에서 유래되었다.
길고 날씬한 체형으로 역삼각형의 얼굴 커다란 귀를 갖는다. 머리가 매우 영리하며 사회적이다. 주인이나 가족과 함께 있으며 노는 것을 즐긴다.

## 유전적 장애
일반적인 유전 질환은 발리족과 샴족이 공유된다. 청각장애, 조기발달 관절염 및 기타 관절질환, 고관절 이상증, 안구교차가 포함된다.

## 같이 보기
- 오리엔탈 롱헤어
- 발리니즈
- 고양이의 품종 목록